# No Reply
No Reply is het openingsnummer van het album Beatles for Sale uit 1964 van de Britse popgroep The Beatles. Het lied is geschreven door het schrijversduo Lennon-McCartney, maar is vooral het werk van John Lennon. Lennon schreef het lied voor Tommy Quickly, een andere artiest uit de stal van hun manager Brian Epstein. Paul McCartney had ook een klein aandeel in het schrijven van het lied. Volgens McCartney had Lennon geen tekst voor het derde couplet en de brug; voor deze gedeelten droeg hij enkele ideeën aan.
Op 3 juni 1964 namen The Beatles een demo van het lied op in de Abbey Road Studios in Londen voor Tommy Quickly. Die dag was Ringo Starr afwezig vanwege een amandel- en keelontsteking. Drummer Jimmie Nicol werd die dag naar de studio geroepen om te repeteren met The Beatles, aangezien ze de volgende dag op een tournee zouden gaan die hen naar verschillende landen (waaronder Nederland) zou voeren. Mogelijk speelt Nicol drums op de demo. De demo van No Reply was lange tijd onvindbaar, maar werd in 1993 weer teruggevonden en in 1995 uitgebracht op het verzamelalbum Anthology 1. Deze demo verschilt op sommige punten van de definitieve versie van het nummer.
Enkele maanden later waren The Beatles in de studio om hun vierde album op te nemen. Op 30 september namen ze in acht takes No Reply op. De achtste take is te horen op Beatles For Sale. Op Anthology 1 is ook de tweede take van het nummer te vinden, waarop is te horen dat The Beatles de tekst van het nummer nog niet geheel af hadden.

## Credits
- John Lennon - zang, akoestische gitaar, handgeklap
- Paul McCartney - achtergrondzang, basgitaar, handgeklap
- George Harrison - akoestische gitaar, handgeklap
- Ringo Starr - drums, handgeklap
- George Martin - piano

## Hitnotering
| "Rock And Roll Music / No Reply" in de Nederlandse Top 40 - binnen 27-03-1965 | "Rock And Roll Music / No Reply" in de Nederlandse Top 40 - binnen 27-03-1965 | "Rock And Roll Music / No Reply" in de Nederlandse Top 40 - binnen 27-03-1965 | "Rock And Roll Music / No Reply" in de Nederlandse Top 40 - binnen 27-03-1965 | "Rock And Roll Music / No Reply" in de Nederlandse Top 40 - binnen 27-03-1965 | "Rock And Roll Music / No Reply" in de Nederlandse Top 40 - binnen 27-03-1965 | "Rock And Roll Music / No Reply" in de Nederlandse Top 40 - binnen 27-03-1965 | "Rock And Roll Music / No Reply" in de Nederlandse Top 40 - binnen 27-03-1965 | "Rock And Roll Music / No Reply" in de Nederlandse Top 40 - binnen 27-03-1965 | "Rock And Roll Music / No Reply" in de Nederlandse Top 40 - binnen 27-03-1965 | "Rock And Roll Music / No Reply" in de Nederlandse Top 40 - binnen 27-03-1965 | "Rock And Roll Music / No Reply" in de Nederlandse Top 40 - binnen 27-03-1965 | "Rock And Roll Music / No Reply" in de Nederlandse Top 40 - binnen 27-03-1965 | "Rock And Roll Music / No Reply" in de Nederlandse Top 40 - binnen 27-03-1965 | "Rock And Roll Music / No Reply" in de Nederlandse Top 40 - binnen 27-03-1965 | "Rock And Roll Music / No Reply" in de Nederlandse Top 40 - binnen 27-03-1965 | "Rock And Roll Music / No Reply" in de Nederlandse Top 40 - binnen 27-03-1965 | "Rock And Roll Music / No Reply" in de Nederlandse Top 40 - binnen 27-03-1965 | "Rock And Roll Music / No Reply" in de Nederlandse Top 40 - binnen 27-03-1965 | "Rock And Roll Music / No Reply" in de Nederlandse Top 40 - binnen 27-03-1965 | "Rock And Roll Music / No Reply" in de Nederlandse Top 40 - binnen 27-03-1965 | "Rock And Roll Music / No Reply" in de Nederlandse Top 40 - binnen 27-03-1965 | "Rock And Roll Music / No Reply" in de Nederlandse Top 40 - binnen 27-03-1965 |
| Week                                                                          | 1                                                                             | 2                                                                             | 3                                                                             | 4                                                                             | 5                                                                             | 6                                                                             | 7                                                                             | 8                                                                             | 9                                                                             | 10                                                                            | 11                                                                            | 12                                                                            | 13                                                                            | 14                                                                            | 15                                                                            | 16                                                                            | 17                                                                            | 18                                                                            | 19                                                                            | 20                                                                            | 21                                                                            |                                                                               |
| ----------------------------------------------------------------------------- | ----------------------------------------------------------------------------- | ----------------------------------------------------------------------------- | ----------------------------------------------------------------------------- | ----------------------------------------------------------------------------- | ----------------------------------------------------------------------------- | ----------------------------------------------------------------------------- | ----------------------------------------------------------------------------- | ----------------------------------------------------------------------------- | ----------------------------------------------------------------------------- | ----------------------------------------------------------------------------- | ----------------------------------------------------------------------------- | ----------------------------------------------------------------------------- | ----------------------------------------------------------------------------- | ----------------------------------------------------------------------------- | ----------------------------------------------------------------------------- | ----------------------------------------------------------------------------- | ----------------------------------------------------------------------------- | ----------------------------------------------------------------------------- | ----------------------------------------------------------------------------- | ----------------------------------------------------------------------------- | ----------------------------------------------------------------------------- | ----------------------------------------------------------------------------- |
| Nummer                                                                        | 18                                                                            | 5                                                                             | 2                                                                             | 1                                                                             | 1                                                                             | 1                                                                             | 2                                                                             | 3                                                                             | 2                                                                             | 2                                                                             | 2                                                                             | 5                                                                             | 6                                                                             | 10                                                                            | 12                                                                            | 14                                                                            | 16                                                                            | 19                                                                            | 28                                                                            | 35                                                                            | 40                                                                            | uit                                                                           |

### NPO Radio 2 Top 2000
| Nummer met noteringen in de NPO Radio 2 Top 2000 | '00  | '01  | '02 | '03  | '04  | '05  | '06  | '07  | '08  | '09  | '10  |
| ------------------------------------------------ | ---- | ---- | --- | ---- | ---- | ---- | ---- | ---- | ---- | ---- | ---- |
| No Reply                                         | 1280 | 1318 | 151 | 1383 | 1515 | 1616 | 1556 | 1473 | 1271 | 1919 | 1972 |

1. ↑  Een vetgedrukt getal geeft de hoogste notering aan.
2. ↑  2000 was het eerste jaar met een notering voor dit nummer.
3. ↑  Deze tabel is bijgewerkt tot en met de laatste editie (2024).